# Torneo de Houston 2015
El US Men's Clay Court Championship 2015 es un torneo de tenis que pertenece a la ATP en la categoría de ATP World Tour 250. Será la cuadragésimo sexta edición del torneo y se disputará del 6 al 12 de abril de 2015 sobre polvo de ladrillo en el River Oaks Country Club en Houston, Estados Unidos.

## Cabeza de serie

### Individuales masculinos
| Tenista               | Ranking | Preclasificado |
| Feliciano López       | 12      | 1              |
| Roberto Bautista Agut | 15      | 2              |
| Kevin Anderson        | 17      | 3              |
| John Isner            | 19      | 4              |
| Santiago Giraldo      | 31      | 5              |
| Fernando Verdasco     | 34      | 6              |
| Jérémy Chardy         | 38      | 7              |
| Sam Querrey           | 42      | 8              |

- Ranking del 23 de marzo de 2015

### Dobles masculinos
| Tenista                               | Ranking | Preclasificado |
| Bob Bryan Mike Bryan                  | 2       | 1              |
| Eric Butorac Sam Groth                | 64      | 2              |
| Robert Lindstedt Jürgen Melzer        | 72      | 3              |
| Mariusz Fyrstenberg Santiago González | 81      | 4              |

## Campeones

### Individuales masculinos
Jack Sock venció a  Sam Querrey por 7-6(9), 7-6(2)

### Dobles masculinos
Ričardas Berankis /  Teimuraz Gabashvili vencieron a  Treat Huey /  Scott Lipsky por 6-4, 6-4